# Bis-(2-difenilfosfinoetil)-fenilfosfina
La bis-(2-difenilfosfinoetil)-fenilfosfina è una fosfina tridentata usata nella chimica organometallica. Viene di solito indicata con il nome comune triphos. In condizioni normali è un solido cristallino di colore bianco, insolubile in acqua ma solubile in solventi organici.
La molecola ha simmetria molecolare Cs. 

## Sintesi
Il triphos si può preparare trattando fenilfosfina e vinildifenilfosfina, catalizzando la reazione con radicali liberi:
2Ph2PCH=CH2  +  H2PPh   →   [Ph2PCH2CH2]2PPh

## Chimica di coordinazione
La molecola di triphos è molto flessibile e può coordinarsi ad un centro metallico formando complessi ottaedrici sia facciali che meridionali. Altri complessi di formula generica [MX(triphos)]+ (M = Ni, Pd, Pt; X = alogenuro) hanno invece geometria planare quadrata.

## Indicazioni di sicurezza
Il triphos è disponibile in commercio. È un composto irritante per gli occhi, la pelle e le vie respiratorie. Non ci sono dati che indichino proprietà cancerogene. Non ci sono dati sull'impatto ambientale.